# Langshout (fundering)
Het langshout is een balk die horizontaal over de koppen van funderingspalen wordt gelegd. Hierbovenop worden de dragende muren van een gebouw geconstrueerd.
Langshout komt vooral voor bij oude Rotterdamse en Amsterdamse funderingen die bestaan uit in de ondergrond geslagen houten palen. Deze staan onder de muren van zowel de voorgevel, achtergevel en zijgevels van een pand.
Als de palen geslagen zijn worden ze op gelijke lengte afgekort zodat de ongeveer 10 cm dikke en 40 cm brede balken erop kunnen worden bevestigd. Boven op deze balken worden de opgaande muren gemetseld.
Als men een funderingsonderzoek doet door middel van een graafonderzoek dan kan men aan het langshout zien of de houten palen te veel of weinig tegendruk geven.
Vaak ontstaan flinke verzakkingen als het langshout gebroken is.